# 햐쿠모노가타리

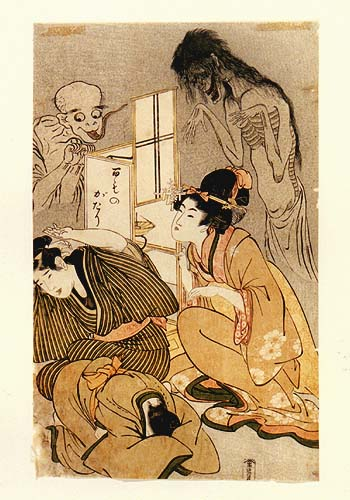
기타가와 우타마로의 《백귀야행》

햐쿠모노가타리(일본어: 百物語, ひゃくものがたり)는 일본의 전통적인 괴담회(怪談會) 형식이다. 밤에 사람들이 한 자리에  모여 백 개의 촛불을 켜고, 차례대로 괴이한 이야기를 들려주는데, 한 사람이 이야기를 마칠 때마다 촛불 하나를 끄며, 마지막 백 번째 촛불이 꺼질 때 실제로 괴이한 현상이 일어나거나 요괴가 나타난다고 속설로 전해져 내려온다. 마지막에 나타나는 괴이한 현상이 반드시 사악한 것만은 아니어서, 천장에서 떡이 떨어지거나 금화가 쏟아지거나, 마지막까지 남은 사람이 출세를 하는 등 햐쿠모노가타리의 결말이 해피엔딩으로 끝나는 옛이야기도 여럿 존재한다.
햐쿠모노가타리의 기원은 여러 설이 존재하며, 귀족이나 무사의 밤 시중을 들며 이야기 상대 역할을 했던 중세의 오토기슈(御伽衆)에서 유래했다는 설이나 무가(武家)의 담력 시험에서 시작되었다는 설, 비슷한 형식의 메구리모노가타리에서 파생되었다는 설 등이 있다.
햐쿠모노가타리는 여러 문학 작품의 모티브가 되었다. 특히 근세에는 이러한 괴담을 모은 책도 많이 간행되었는데, 1677년의 《쇼코쿠 햐쿠모노가타리》(諸国百物語), 1706년의 《오토기 햐에쿠모노가타리》(御伽百物語), 1732년의 《다이헤이 햐쿠모노가타리》(太平百物語) 등이 알려져 있다. 이러한 작품들을 괴담 문학이라 부르며, 무로마치 시대에 시작되어 에도 시대에 일종의 유행이 되었다고 한다. 가나조시, 우키요조시, 요미혼과 같은 산문 장르 외에도 우키요에, 교카, 조루리, 고칸, 기묘시와 같은 삽화집 등 햐쿠모노가타리를 모티브로 한 다양한 작품들이 나왔다.
햐쿠모노가타리는 현대에 이르러 소설, 영화, 드라마, 만화 등 다양한 장르에서 모티프로 활용되고 있다. 모리 오가이의 동명 소설을 비롯해 데즈카 오사무, 스기우라 히나코의 동명 만화 작품, 《요카이 햐쿠모노가타리》 영화 등이 대표적이다. 또한 《괴담 레스토랑》과 같은 만화, 《공포의 햐쿠모노가타리》(1991년), 《신공포의 햐쿠모노가타리》(2006년) 등의 텔레비전 토크 프로그램도 제작되었다. 최근에는 인터넷의 발달로 온라인 공간에서 괴담을 공유하거나 온라인 괴담회를 여는 등 새로운 문화도 등장하였다.
'햐쿠모노가타리'라는 말은 문자 그대로 '백 개의 이야기'를 뜻하기도 하며 다수의 에피소드를 모았다는 의미로, "○○햐쿠모노가타리" 등으로 자주 사용되는 관용구가 되었다.

## 역사

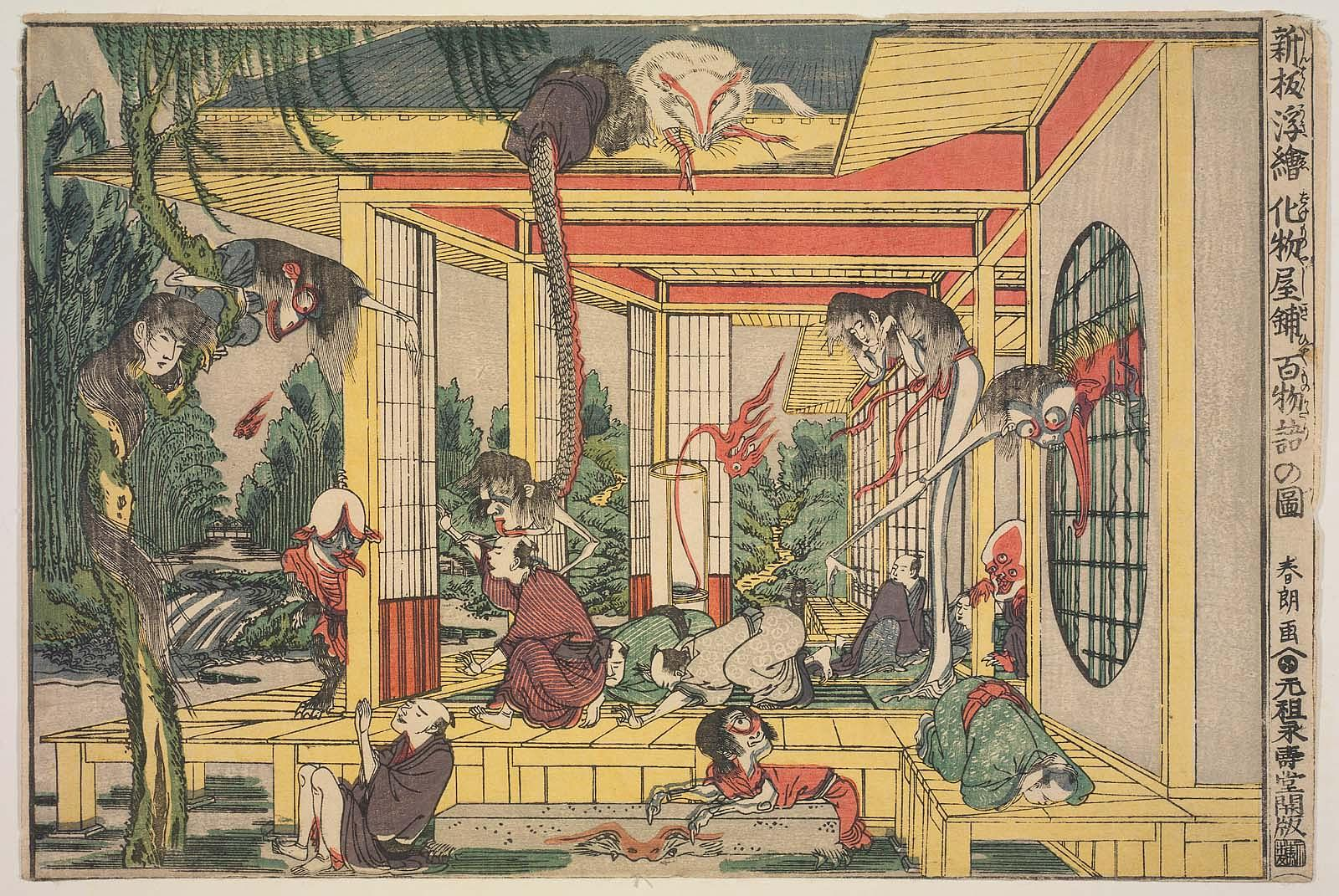
가쓰시카 호쿠사이 《괴물 저택 햐쿠모노가타리 그림》(化物屋敷百物語の図), 보스턴 미술관 소장

후쿠타 아지오의 《일본민속대사전》(日本民俗大辭典)에서는 햐쿠모노가타리의 원류를 《곤자쿠 이야기집》의 백귀야행 등으로 보았다. 최가진은 《곤자쿠 이야기집》이 성립된 시기가 헤이안 시대 후기이므로 이때부터 햐쿠모노가타리 괴담회가 이루어졌다고 추정하는데, 시간과 장소를 정해서 모이는 괴담회가 일종의 '놀이' 개념일 수 있다고 설명한다.
햐쿠모노가타리의 기원에 대해서는 두 가지 설이 가장 널리 알려져 있다. 하나는 무가(武家)나 마을의 젊은이들이 담력 시험이나 진혼공양과 권선을 목적으로 하는 종교의례에서 비롯되었다는 설이다. 다른 하나는 전국 시대에 귀족이나 무사의 밤을 지키며 이야기를 들려주던 전문 이야기꾼 오토기슈(御伽衆)가 괴담이나 골계담을 선보였던 것에서 유래했다는 설이다. 이 두 가지 설에서는 햐쿠모노가타리가 일상적인 자리에서 이루어지는 게 아닌, 일정한 법칙 하에 특별한 목적을 가지고 행해진 일종의 의례로서 기능하고 있음을 볼 수 있다.
에도 시대 후기의 국학자 기타무라 노부요는 수필 《기유 쇼란》(嬉遊笑覧, 1830년)에서 햐쿠모노가타리의 형식상 기원이 중세의 "메구리모노가타리"(巡り物語)가 아닐까 고찰하고 있다. 메구리모노가타리는 몇 명의 이야기꾼이 서로 돌아가며 이야기를 주고받는 모임 혹은 그와 같은 내용의 이야기로, 수필에서는 이것이 본래 불신영험(仏神霊驗)담을 이야기하던 것에서 기원한 것이라 설명하고 있다. 여럿이 돌아가며 이야기하는 메구리모노가타리의 형태에서 무섭고 괴이한 이야기만을 나누는 괴담회가 파생되어 나왔을 것으로 보는 것이다. 한편, 오리쿠치 시노부는 방 안에서 무서운 이야기를 함으로써 외부에서 접근하는 마물에게 "여기에는 더 무서운 것이 있다"고 생각하게 했다는 "후루야노모리"(古屋のもり)라는 이야기 유형이 괴담을 이야기하는 장의 원점에 있었고, 그것이 햐쿠모노가타리라는 방식으로 발전했다고 설명했다.
에도 시대에 햐쿠모노가타리라는 용어 자체는 여러 문학 작품에 빈번하게 등장하며, 1659년 《햐쿠모노가타리》에 처음 등장하였다. 통속적인 산문인 가나조시에 속하는 이 서적은 상권과 하권 각 50화의 총 100화로 이루어져 있다. 다만, 괴담회에 관한 내용을 서문에서 쓰고 있으나 수록된 이야기는 모두 괴담이 아닌 소화나 잡담이기에 괴담 계통으로 분류되지 않는다. 본격적인 괴담회 이야기가 등장하는 것은 이듬해 《도노이구사》(宿直草, 1660년) 권2 제3화 〈햐쿠모노가타리를 하여 거미의 다리를 자른 이야기〉(百物語して蜘蛛の足をきる事)다. 이 이야기에서는 괴이한 이야기 백 개를 하면 실제로 괴이한 일이 일어난다는 속설을 따라 햐쿠모노가타리를 열고, 아흔아홉 번째 이야기가 끝나자 천장에서 굵은 손이 내려와 안주를 가져가려 하는 것을 보고 칼로 베어 보니 거미의 다리였다는 내용이 나온다.
햐쿠모노가타리는 다양한 작품의 모티브로 취해졌다. 내용과 형식에 있어서 햐쿠모노가타리 괴담회를 재현한 괴담 작품은 《쇼코쿠 햐쿠모노가타리》(諸国百物語, 1677년)가 효시작이라 할 수 있다. 이밖에 햐쿠모노가타리 계열의 에도 시대 산문 작품으로는 《햐쿠모노가타리 효반》(百物語評判, 1686년), 《쇼코쿠 신햐쿠모노가타리》(諸国新百物語, 1692년), 《오토기 햐쿠모노가타리》(御伽百物語, 1706년), 《고쇼쿠 햐쿠모노가타리》(好色百物語, 1701년), 《고콘 햐쿠모노가타리》(古今百物語, 1751년), 《반세 햐쿠모노가타리》(万世百物語, 1751년), 《다이헤이 햐쿠모노가타리》(太平百物語, 1732년), 《도세 햐쿠모노가타리》(当世百物語, 1762년), 《신센 햐쿠모노가타리》(新選百物語, 1766년), 《신세쓰 햐쿠모노가타리》(新説百物語, 1767년), 《긴다이 햐쿠모노가타리》(近代百物語, 1770년) 등이 있다. 이상의 가나조시, 우키요조시, 요미혼과 같은 산문 장르 외에도 우키요에(가쓰시카 호쿠사이의 《햐쿠모노가타리》 등), 교카, 조루리, 고칸, 기묘시와 같은 삽화집 등 햐쿠모노가타리를 모티브로 한 다양한 작품들이 나왔다.
다치카와 기요시에 따르면 햐쿠모노가타리는 전국 시대에 무사의 단련에 사용된 진지한 행사였으나, 에도 시대에 접어들면서 오락적이고 향락적인 성격이 더해졌다고 한다. 근세의 비교적 이른 시기의 만지와 간분 때에는 햐쿠모노가타리를 진지하게 믿는 사람이 많았으나, 엔호 때를 기점으로 햐쿠모노가타리의 신뢰성은 상실되었고, 조쿄, 겐로쿠 때가 되자 햐쿠모노가타리는 오락적이고 향락적인 것이 되었다. 교호 연간이 되면서 요괴를 실제로 보려고 시도하는 호기심에 기초한 놀이가 되었다. 햐쿠모노가타리 괴담집에는 햐쿠모노가타리 괴담회를 배경으로 성립했다는 기술이 있었으나, 《오토기 햐쿠모노가타리》 이후로는 이러한 기술이 사라졌다.
에도 시대에 괴이담을 이야기하는 풍조가 유행하였다고는 하나, 햐쿠모노가타리라는 형식이 실제로 행해졌는지, 괴담집 출판물 성행에 영향을 끼쳤을 것인지에 대해서 아직까지 유의미한 기록이나 증거는 나타나지 않았다.
근대에 들어서는 서구 근대화를 지향하며 국가적 차원에서 괴담을 미신으로 배척하는 경향이 생겨났으나, 메이지 시대부터 다이쇼, 쇼와 초기에 걸쳐서는 괴담소설이 다시 유행하면서 풍류계와 문학계에서 햐쿠모노가타리를 모티브로 한 작품을 창작하고, 실제로 괴담회를 개최하는 경우도 있었다. 히가시 마사오는 이 당시의 햐쿠모노가타리 유행을 메이지 유신 이래 서구화 정책이나 합리주의에 대한 반발, 서양 심령학에 대한 관심에서 비롯되었을 것이라 보았다. 근세 햐쿠모노가타리 전통의 형식적, 기능적 측면을 계승하는 이 시기의 모임과 작품은 소신문이나 잡지 등 근대적 대충매체를 통해 확산되어 괴담의 새로운 발원지 역할을 하기도 했다. 또한, 인간 중심의 근세적 괴이관이 근대 과학이나 의학과 결부하여 인간의 마음이나 정신이 괴이 현상과 연관된다는 새로운 괴이관이 형성되었다. 괴이를 긍정하는 근세적 사고와 이를 부정하는 근대의 계몽적 사고가 뒤얽혀 충돌하여 혼재가 표출되고, 신문물과 서구 심령주의가 혼합되며 이전에는 존재하지 않았던 근대적 괴담이 생겨났다.

## 형식

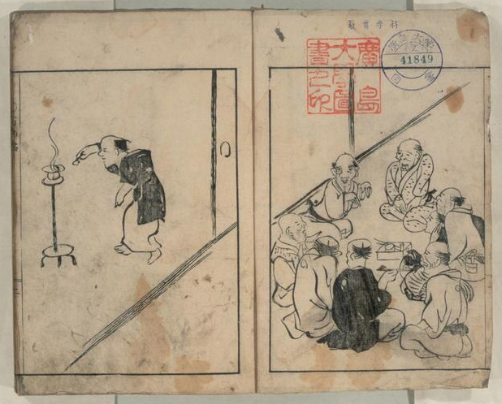
《교훈 햐쿠모노가타리》(教訓百物語, 1815년)에 수록된 햐쿠모노가타리의 광경. 이야기를 마친 사람이 등불을 끄러 가는 모습이다.

햐쿠모노가타리 괴담회를 하는 구체적인 방법에 대한 첫 기록은 아사이 료이의 가나조시 《오토기보코》(1666년)의 마지막 이야기 권13 제11화 〈괴이한 일을 이야기하면 괴이한 일이 일어난다〉(怪を話ば怪至)에 실려 있다.
예로부터 사람들이 전해 오던 무서운 이야기와 기이한 이야기를 모아서 백 가지 이야기하면 반드시 무서운 일이나 기이한 일이 일어난다고 한다. 햐쿠모노가타리(百物語)에는 정해진 방식이 있다. 달빛이 없는 어두운 밤에 등잔에 불을 켜는데, 그 등불은 푸른 종이로 바르고 백 개의 심지에 불을 붙인다. 이야기 하나를 마칠 때마다 심지 하나씩을 뽑아내면 좌중이 점점 어두워지고, 푸른 종이의 색이 변하면서 어쩐지 스산한 분위기가 된다고 한다. 그렇게 이야기를 계속하다 보면 반드시 기이한 일이나 무서운 일이 나타난다고 한다. (중략) 속담에 "낮에는 남을 험담하지 말라. 남을 험담하면 해가 생긴다. 어두운 밤에는 귀신 이야기를 하지 말라. 귀신 이야기를 하면 괴이한 일이 생긴다"라고 한 것은 바로 이런 까닭일 것이다. 이 이야기가 백 편에 이르지 못하였지만 여기에서 붓을 멈춘다.
햐쿠모노가타리의 기본적인 형식은 참가자들이 촛불을 켜놓고 둘러앉아 차례로 괴담을 들려주며, 한 이야기가 끝날 때마다 촛불을 하나씩 끄는 것이다. 이러한 형식은 1815년에 간행된 《교훈 햐쿠모노가타리》(教訓百物語)의 삽화에서도 확인할 수 있어, 이미 근세 시기에 정착되어 있었음을 알 수 있다. 오늘날 대중매체에서도 햐쿠모노가타리는 여러 개의 촛불을 켜놓고 사람들이 둘러앉아 밤늦도록 괴담을 나누는 모습으로 묘사된다.
"반드시 무서운 일이나 기이한 일이 일어난다"는 기술에서 알 수 있듯, 햐쿠모노가타리는 오래 전부터 금기시되는 놀이 행위이자, 금기를 위반하는 도구로 작용하였다. 실제로 일본의 각 지방 풍속에서는 햐쿠모노가타리를 금기시하는 사례가 등장하기도 한다.

## 참고문헌
- 김영호 (2014). “『쇼코쿠 햐쿠모노가타리 諸国百物語』 고찰: 성립배경과 ‘괴이’에 대한 인식을 중심으로”. 《외국문학연구》 (56): 59-80.
- 윤혜성 (2009). “『쇼코쿠 햐쿠모노가타리(諸國百物語)』 고찰 : 서술과 서사구조를 중심으로”. 고려대학교 대학원.
- 최가진 (2017). “일본 메이지 시대의 햐쿠모노가타리(百物語) 괴담집 연구”. 전남대학교 대학원.
- 東雅夫 (2007). 《百物語の怪談史》. 角川文庫.
- 東雅夫 (2010). 《遠野物語と怪談の時代》. 角川選書.